# Gelée d'anguille
La gelée d’anguille, de l’anglais jellied eels, est une spécialité anglaise de l’East End à Londres. Les anguilles consommées viennent principalement du Lough Neagh en Irlande du Nord.
Les anguilles sont cuites pendant une demi-heure, puis sont laissées à refroidir. L’aspect gélatineux de ce mets est dû à la gelée de protéine de poisson à laquelle on ajoute parfois de la gélatine. L’anguille en gelée est souvent consommée avec du vinaigre aux piments. Lorsqu’il est vendu dans la rue, on déguste ce mets avec une tourte et de la purée.
La gelée d’anguille est considérée comme un hors-d’œuvre froid.
La version française de ce plat est l'aspic d’anguille.